# Фариндола
Фарѝндола (на италиански: Farindola, на местен диалект Fàrinnëlë, Фаринълъ) е село и община в Южна Италия, провинция Пескара, регион Абруцо. Разположено е на 530 m надморска височина. Населението на общината е 1558 души (към 2010 г.).